# Boeing CST-100 Starliner

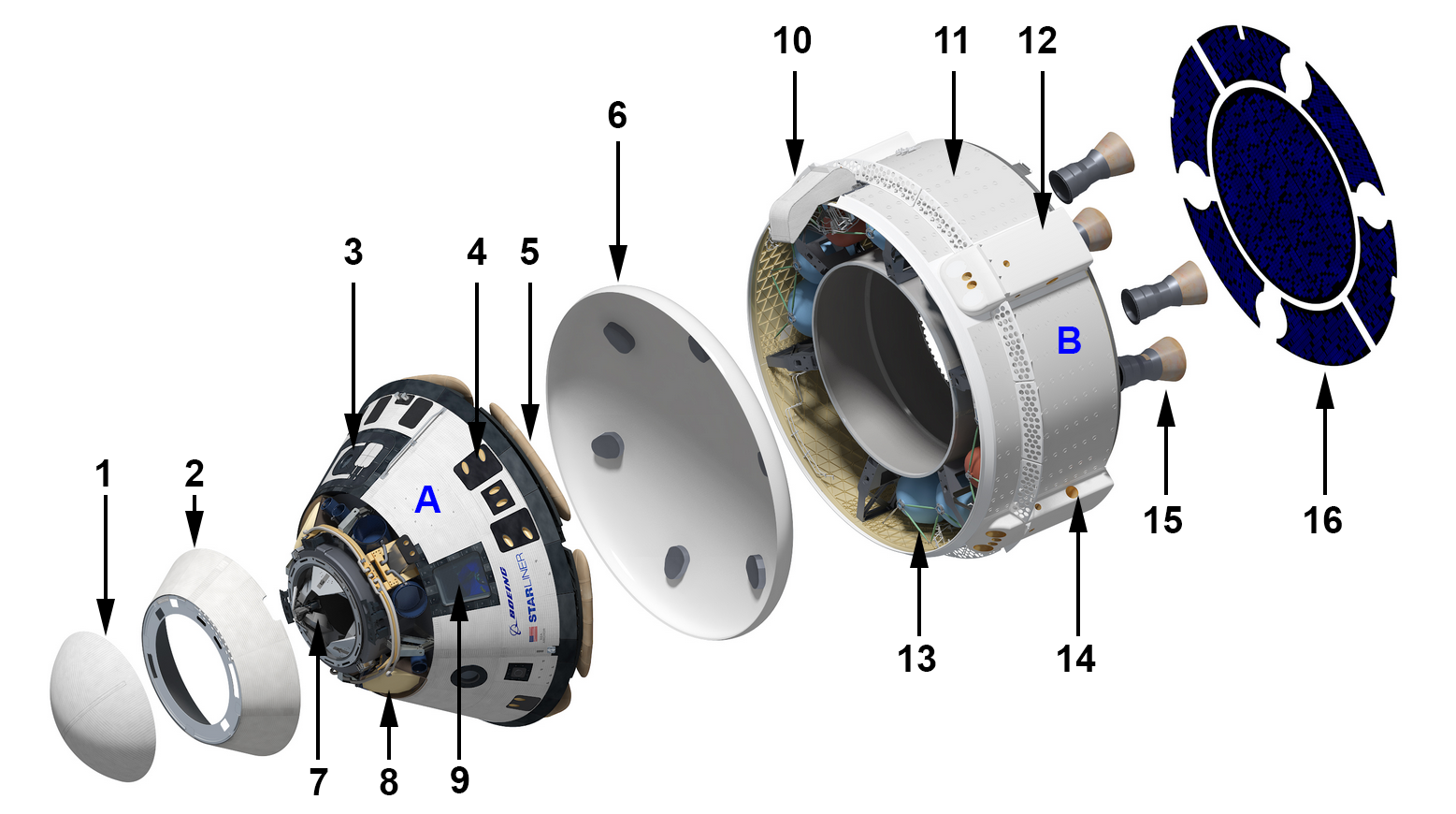
A mòdul presuritzat de la tripulació
1 Con extraible que protegeix el sistema d'acoblament
2 Coberta expulsable dels compartiments del paracaigudes
3 Escotilla
4 propulsors de control (x 25)
5 coixins de seguretat
6 Escut tèrmic
7 Sistema d'amarratge
8 paracaigudes
9 portelles (x3)
B Mòdul de servei
10 Coberta per a cables i canonades que connecten el mòdul de tripulació amb el mòdul de servei
11 radiadors (x 4)
12 Coberta de protecció dels motors de coet d'ejecció (4 x 5)
13 Dipòsits de combustible
14 motors de coet de control de direcció (4 x 1)
15 motors coets principals del sistema d'ejecció (x 4)
16 plaques solars.

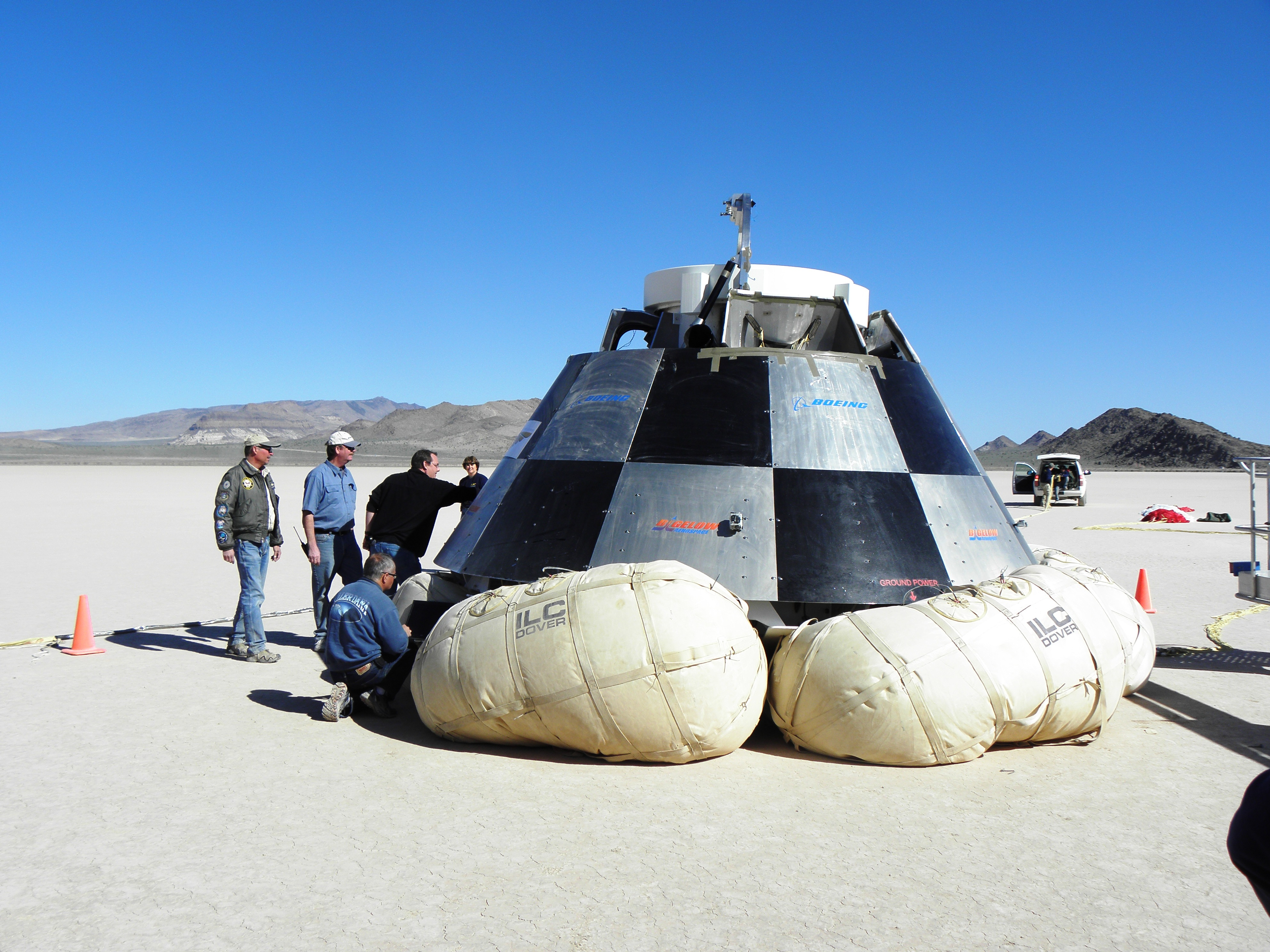
Prova de la càpsula CST-100 a Delamar Dry Lake, Nevada, 2012. Observeu els airbags.

El CST-100 (Crew Space Transportation) és una nau espacial de càpsula de tripulació dissenyada per Boeing en col·laboració amb Bigelow Aerospace com la seva inclusió en el programa Commercial Crew Development (CCDev) de la NASA. La seva missió primària seria transportar la tripulació a l'Estació Espacial Internacional, i a estacions espacials privades com la proposta de Commercial Space Station de Bigelow Aerospace.
Exteriorment s'assembla molt a la Orion, una nau espacial de la NASA fabricada per Lockheed Martin. Les dimensions extactes no han sigut detallades, però la càpsula podria ser més gran que el Mòdul de Comandament Apollo i més petit que la càpsula Orion. El CST-100 podrà transportar grans tripulacions de fins a 7 persones.
Està dissenyat per poder romandre en òrbita fins a set mesos i ser reutilitzada en fins a deu missions.
En la primera fase del programa CCDev, la NASA va premiar a Boeing amb $18 milions pel desenvolupament preliminar de la nau espacial. En la segona fase, Boeing va ser premiada amb $93 milions per a un major desenvolupament. El 3 d'agost de 2012, la NASA va anunciar el premi de $460 milions a Boeing per continuar treballant amb el CST-100 sota el Programa Commercial Crew Integrated Capability (CCiCAP).
El CST-100 seria compatible amb diversos vehicles de llançament, incloent l'Atlas V, Delta IV, i Falcon 9. Inicialment, el vehicle de llençament seria l'Atlas V.
La primera missió tripulada va tenir lloc el 5 de juny de 2024. Els astronautes de la NASA Barry Wilmore i Sunita Williams van viatjar a bord de la Starliner cap a l'Estació Espacial Internacional(EEI), i la nau es va acoblar a l’EEI el 6 de juny de 2024. La missió va enfrontar diversos problemes tècnics. Es van detectar cinc fugues de heli, dues de les quals es van descobrir després de l’acoblament a l’EEI. A més, cinc propulsors del sistema RCS van fallar, tot i que quatre d’ells es van recuperar. També es va identificar un problema amb una vàlvula encarregada d’aïllar l’oxidant, que no tancava correctament. Aquests problemes van obligar la NASA a retardar diverses vegades el retorn de la nau durant mesos per assegurar-se que estigués preparada per tornar a la Terra de manera segura.

## Llista de missions
| Missió                       | Vehicle      | Data del llançament (UTC)        | Tripulació                                      | Detalls | Duració   | Resultat        |
| ---------------------------- | ------------ | -------------------------------- | ----------------------------------------------- | --- | --------- | --------------- |
| Boeing Pad Abort Test        | Spacecraft 1 | 4 de novembre de 2019, 14:15:00  | Cap                                             | Test del sistema de rescat en cas de fallada en el llançament, realitzat al White Sands Missile Range, New Mexico. Un dels tres paracaigudes va fallar degut a no estar ben instal·lat abans del llançament però el sistema va funciona adequadament. | 95 segons | Èxit            |
| Boeing Orbital Flight Test   | Calypso      | 20 de desembre de 2019, 11:36:43 | Cap                                             | Primer vol orbital sense tripulació de l'Starliner. L'objectiu principal de la missió era l'acoblament amb l'Estació Espacial Internacional. L'intent es va cancel·lar degut a un error de programari, el qual no calculava bé el temps des de la missió, provocant errors en l'ajustament de l'òrbita i un consum excessiu de combustible. La càpsula va poder aterrar sense problemes a New Mexico dos dies després del llançament. | 2 dies    | Fallada parcial |
| Boeing Orbital Flight Test 2 | Spacecraft 2 | Novembre de 2020                 | Cap                                             | Segon vol orbital de prova sense tripulació. S'ha afegit a la programació de vols degut a la fallada de la missió anterior, intentarà acoblar-se a l'Estació Espacial Internacional. | 8 dies    | Planificada     |
| Boe-CFT                      | Desconegut   | Abril de 2021                    | Christopher Ferguson Michael Fincke Nicole Mann | Primer vol de prova tripulat del Boeing Starliner. |           | Planificada     |
| Boeing Starliner-1           | Calypso      | 5 juny 2024                      | Sunita Williams Barry Wilmore                   | Primer vol operatiu de l'Starliner, està previst que es faci reaprofitant la càpsula Calypso. |           | Fallada parcial |